# Myrsjöskolan
Myrsjöskolan är en kommunal grundskola i Orminge i Nacka kommun. Den har sitt namn efter Myrsjön.
Myrsjöskolan är en av Sveriges största grundskolor. År 2022 hade den tre parallellklasser fram till årskurs 6 och tolv parallellklasser för 7-9. Läsåret 2020/21 blev skolan Sveriges största kommunala grundskola när man gick om Nyköpings högstadium sett till antalet elever i årskurs 1-9. Läsåret 2023/24 var Myrsjöskolan med sammanlagt 1226 elever Sveriges näst största grundskola och alltjämt den största kommunala.

## Historik
Skolan uppfördes 1974 och var inledningsvis en renodlad högstadeskola. Senare tillkom klasserna 1-6 och förskoleklass.
I april 2019 invigdes en ny byggnad för F-6-klasserna belägen en bit österut från den gamla byggnaden. Det nya huset byggdes av NCC och ritades av Scharc Arkitektur. F-6-delen fick även egen skolmatsal.

## Elever
| Läsår   | Totalt 1-9                  |
| ------- | --------------------------- |
| 1997/98 | 780                         |
| 2000/01 | 875                         |
| 2010/11 | 940 (+84 i förskoleklass)   |
| 2018/19 | 1 162 (+97 i förskoleklass) |
| 2019/20 | 1 197 (+80 i förskoleklass) |
| 2020/21 | 1 199 (+82 i förskoleklass) |
| 2021/22 | 1 204 (+81 i förskoleklass) |
| 2022/23 | 1 174 (+81 i förskoleklass) |
| 2023/24 | 1 145 (+81 i förskoleklass) |

Skolverkets uppgifter redovisar inte förskoleklasser innan 2007.
Bland de som gått på Myrsjöskolan finns artisten Markoolio.